# Alain Bouchet (Musiker)
Alain Bouchet (* 14. März 1944 in Paris; † 4. August 2025) war ein französischer Jazzmusiker (Trompete, Kornett, Komposition).

## Leben und Wirken
Bouchet stammte aus einer Familie klassischer Musiker; sein Vater war Flötist, seine Mutter Pianistin. Mit zwölf Jahren kam er zum ersten Mal mit Jazz in Berührung, als er Sidney Bechet im Radio hörte. Ein Freund machte ihn mit Platten von Louis Armstrong und Duke Ellington bekannt, und seine Leidenschaft für Jazz begann. Er kaufte Schallplatten und die Zeitschrift Jazz Hot, um mehr zu erfahren. Sein besonderes Interesse galt dem Pianisten Erroll Garner, den er beeindruckend fand. Zu dieser Zeit besuchte er sein erstes Jazzkonzert mit dem Orchester des Trompeters Harry James. Die Aufnahmen von Louis Armstrong beeindruckten ihn so sehr, dass er sich mit 15 Jahren am Kornett versuchte und anderthalb Jahre lang Unterricht am Conservatoire du 10ème arrondissement in Paris nahm.
Zwei Jahre später schloss Bouchet sich einem Amateurorchester in seiner Nachbarschaft an, den Pieds de Poule, die ein Repertoire von King Oliver/Louis Armstrong spielten und dabei die historischen Aufnahmen kopierten. Mit den Pieds de Poule entstanden zwei EPs, die 1966 veröffentlicht wurden. 1965 lernte er den Klarinettisten Claude Luter kennen, der ihn in seine Band nahm und mit ihm im Slow Club spielte.
Bouchet zog es jedoch vor, freier zu spielen, und nach seiner Rückkehr von der Armee, wo er Trompete studiert hatte, schloss er sich den Tin Pan Stompers an und blieb anderthalb Jahre bei ihnen; so trat er mit Les Tin Pan Stompers auf dem Montreux Jazz Festival 1967 auf. 1967 wurde er von Marc Laferrière engagiert und blieb drei Jahre in dessen Orchester.  Anschließend arbeitete er freiberuflich und spielte mit verschiedenen Gruppen. 1972 trat er dem Orchester von Maxim Saury bei, mit dem er über 20 Jahre lang im Caveau de la Huchette spielte. Er arbeitete seitdem auch mit eigenen Formationen.
Der erste amerikanische Musiker, den Bouchet begleitete, war Albert Nicholas, gefolgt vom Bill Coleman. Bei der Grande Parade du Jazz in Nizza, die er jedes Jahr besuchte, hatte er Gelegenheit, viele amerikanische Musiker kennenzulernen, darunter Buck Clayton und Warren Vaché, der zu einem seiner besten Freunde wurde. Vaché trat mit ihm beim Santa Fe Festival auf und nahm mit ihm 1990 in New York das Album Introducing Alain Bouchet auf. 1991 gründete er ein eigenes Quartett mit den Gitarristen Nicolas Peslier und Christophe Davot sowie dem Kontrabassisten Daniel Amelot.
1996 nahm Bouchet ein weiteres Album auf, das jedoch nie einen Produzenten fand. Anschließend schloss sich Bouchet der Band Trumpet Spectacular unter der Leitung von Peter Ecklund zusammen mit Irakli de Davrichewy und Michel „Boss“ Queraud an. Dieses Orchester tourte anderthalb Jahre lang. Ab 1997 war er zwei Jahre lang Mitglied des Quintetts des Saxophonisten Michel Pastre und spielte mit Ellington Mood unter der Leitung von  Claude Tissendier. Anschließend arbeitete er weiterhin freiberuflich. Im Bereich des Jazz war er laut Tom Lord zwischen 1967 und 2000 an 18 Aufnahmesessions beteiligt, u. a. auch mit Jacques Gauthés Creole Rice Yerba Buena Jazz Band.
1979 erhielt Bouchet den Prix Sidney Bechet.

## Diskographische Hinweise
- Introducing Alain Bouchet (Jazzology, 1990), mit Warren Vaché, Kenny Davern, Ken Peplowski, John Bunch, Howard Alden, Major Holley, Jackie Williams
- S’Wonderful (EVY, 1993), mit Nicolas Peslier, Christophe Davot, Daniel Amelot
- Alain Bouchet Quartet + Warren Vaché: Tribute to Buck Clayton (Jazz aux Remparts, 1994), mit Christophe Davot, Nicolas Peslier, Daniel Amelo
- Alain Bouchet & Michel Camicas: JazzAclar + 2 (BNL, 1997) mit Jean-Paul Voegelin, Michel Crichton, Frederic Bonneau, Lionel Becher
- En Sourdine (100% Jazz) (Black & Blue, 2000), mit Thierry Ole, Bernard Lara, Georges Bonfils, Christian Bonnet